# 엘론 (판관)
엘론(히브리어: אֵילֹן‎, 현대 히브리어: Elon, 티베리아 히브리어: ʼÊlōn, 상수리나무)은 판관기의 등장인물로, 열 번째 판관이다.

## 생애
판관기 12장 11절과 12절에 엘론에 대한 내용이 기록되어 있다. 엘론은 즈불룬 지파 사람으로, 10년간 이스라엘의 판관으로 재임하였다. 입산의 두를 이어 판관이 되었는데, 그 후임자는 압돈이다. 엘론은 돌라, 야이르, 입산, 압돈과 함께 매우 짧게 언급되는 판관 중 한 명이다.